# 바실리 레온티예프
바실리 바실리예비치 레온티예프(러시아어: Василий Васильевич Леонтьев, 영어: Wassily Leontief, 1905년 8월 5일 ~ 1999년 2월 5일)는 독일에서 태어난 미국의 계량 경제학자로 하버드 대학교의 교수를 지냈다. 레온티예프 역설과 레온티예프의 법칙으로 유명하며, 미국의 경제를 수십 개의 경제 부문으로 나누고 그 사이에 있는 재(財)의 상호 교류 관계를 일종의 경제표(산업 연관표)로 정리하였다. 1973년에 노벨 경제학상을 수상하였다.

## 학력
- 1921 ~ 1925 : 러시아 레닌그라드 대학교 경제학과 졸업
- 1925 ~ 1928 : 독일 베를린 훔볼트 대학교 대학원 졸업 (경제학 석사, 경제학 박사)

## 명예 박사 학위
- 미국 하버드 대학교 명예 경제학 박사